# Lira
Lira er navnet på en valuta, der blev erstattet af Euroen i 2002 i Italien, Malta, San Marino og Vatikanstaten.
Ordet kommer fra term latinske libra.

## I brug

### Tyrkiet
Den Tyrkiske lira var lanceret i midten af 1870'erne. Der blev lavet en ny type den 1. januar 2005 der svarede til 1.000.000 gamle lira. Dette er den nuværende valuta i Tyrkiet.

### Libanon
Den Libanesiske pund er kaldet "lira" blandt lokale.

### Syrien
Den Syriske pund kaldes "lira" i det nationale sprog, arabisk.

### Jordan
Et bredt brugt ord for den Jordansk dinar er lira.

## Tidligere i brug
- Cypriotisk pund (kaldet "lira" blandt befolkningen)
- Israelsk lira
- Italiensk lira
- Italiensk østafrikansk lira
- Italiensk sommalisk lira
- Maltesisk lira
- Neapolitansklira
- Sanmarinesisk lira
- Tripolitansk lira
- Vatikansk lira

## Eksterne links
- Overview of Italian lira from the BBC

| Artikelstump | Spire Denne artikel om penge eller valuta er en spire som bør udbygges. Du er velkommen til at hjælpe Wikipedia ved at udvide den. |

2°14′N 32°54′Ø / 2.23°N 32.9°Ø